# نبرد گنجه (۱۸۰۴)
نبرد گنجه، اشغال قلعه گنجه (آذربایجانی: گنجه قلعه‌سینین ایشغالی، Gəncə qalasının işğalı) یا یورش به گنجه (روسی: Штурм Гянджи) در سال ۱۸۰۳ و ۱۸۰۴ در نتیجه حمله روسیه به قفقاز جنوبی برای فتح خانات گنجه رخ داد که جنگ ایران و روسیه (۱۸۱۳–۱۸۰۴) را تشدید کرد.

## پیش درآمد

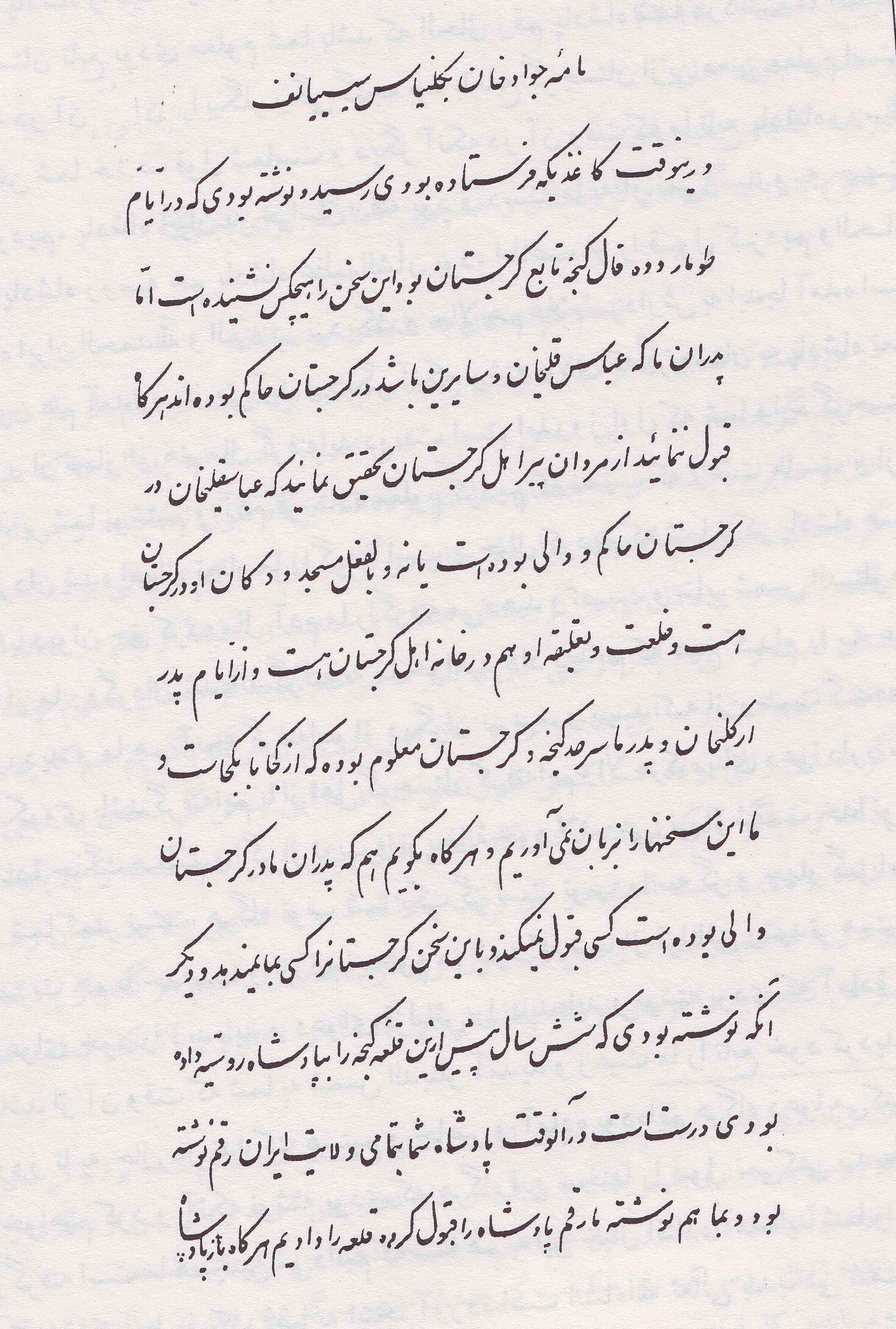
پاسخ جوادخان به سیسیانوف

پس از تصمیم تزار و گسیل نیروهای ارتش روسیه برای پیوست گرجستان  به امپراتوری روسیه (دسامبر ۱۸۰۰ میلادی) و پس از ترور پاول یکم (۱۱ مارس ۱۸۰۱)، سیاستی که جانشین او، الکساندر یکم دنبال می‌کرد، با هدف ایجاد کنترل روسیه بر خانات‌های قفقاز شرقی بود. در سال ۱۸۰۳، فرمانده تازه گماشته شده نیروهای روسی در قفقاز، پال سیسیانوف به گنجه حمله کرد.  پس از حمله آغامحمدخان قاجار به تفلیس، که جواد خان در کنار آغامحمدخان جنگید، سیسیانوف نامه‌ای به جوادخان نوشت و خواستار تسلیم داوطلبانه شد:
| نخستین و اصلی‌ترین دلیلی که من به اینجا آمدم این است که از زمان ملکه تامار، گنجه در دست پادشاهان گرجستان بود، اما به دلیل ناتوانی آنها از گرجستان گرفته شد. امپراتوری روسیه با فتح گرجستان، نمی‌تواند با بی‌تفاوتی به فروپاشی گرجستان نگاه کند و برای حفظ گنجه به امپراتوری روسیه نیاز است. گنجه و بخشی از گرجستان در دست بیگانگان است. من به شما پیشنهاد می‌کنم شهر را تسلیم کنید، بیایید و شهر را با لشکریان بدهید و من به دلیل رفتار و ایمان اروپایی که اظهار داشتم، نباید آغاز به خون‌ریختن کنم. اما اگر فردا نیمروز پاسخی ندهید، نبرد آغاز می‌شود که با آتش و شمشیر همراه است و خواهید دانست که آیا می‌توانم به قول خود وفا کنم یا نه. |

جوادخان پاسخ داد:
| ... نوشتید: "در زمان ملکه تامار سرزمین گنجه تابع گرجستان بود. هیچ‌کس چنین سخنانی را نشنیده است. اما بدانید که نیاکان ما مانند عباسقلی خان هستند. امام‌قلی‌خان و دیگران از فرمانروایان گرجستان بودند و اگر این را باور ندارید، از کهنسالان گرجستان در مورد او بپرسید و از آن‌ها بپرسید که آیا او فرمانروا بوده است یا نه. هم‌اکنون مسجد و بازار او در گرجستان است و خلعت‌های پادشاهی که به خادمانش اعطا شده و نامه‌ها و اسناد او نزد مردم گرجستان است. از دوران ایراکلی دوم، مرزهای گنجه و گرجستان به روشنی مشخص شده بود و ما نیازی به بازگویی این حقایق نداریم، زیرا اگر بگوییم که نیاکان ما فرمانروایان گرجستان بوده‌اند، هیچ‌کس از سوی شما آن را باور نخواهد کرد و آنها به گرجستان بخشش نخواهند کرد. ما... ...تو هم نوشتی شش سال پیش دژ گنجه را به فرمانروای روسیه دادم. این درست است، در آن زمان فرمانروای شما به همه ولایات ایران و نیز به ما نامه نوشت و ما نامه را پذیرفتیم و دژ را دادیم. هرگاه پادشاه [روسیه] در مورد گنجه فرمانی برای ما نوشت، آن فرمان را روشن کن تا آن فرمان را رعایت کنیم و آن را اجرا کنیم. و به ما نوشتی «ما خریدار گرجستان بودیم» پس بدان که هم‌اینک نامه پادشاه شما، پادشاه روسیه در دست ماست و در آن نامه می‌بینید که عنوان ما بیگلربیگی گنجه بوده و عنوان ما خریدار گرجستان نیست و بنابراین سخنان شما با فرمان شما در تضاد است. و دیگر اینکه وقتی به زیر فرمان پادشاه روس رسیدیم، پادشاه ایران در خراسان بود و ما نتوانستیم به او برسیم و به همین دلیل پیروی از پادشاه روسیه را پذیرفتیم. گرچه پیروی او را پذیرفتیم، اما اکنون به یاری خدا پادشاه ایران نزدیک است و سپهبد او و همچنین لشکر او نزد ما آمده است و شمار بیشتری از آنان به ما یاری خواهند داد... ...و هر گاه در پی جنگ بودی بدان که ما برای جنگ آماده‌ایم و اگر به توپ و تفنگ خود افتخار کنی به لطف خداوند، توپ و تفنگ ما نیز کمتر از تو نیست. و اگر توپ‌های شما یک گز است بدانید که توپ‌های ما سه/چهار گز است و پیروزی تنها از آن خداست. و از کجا می‌دانی که از نیروهای قزلباش دلاورتر باشی، خود را در حال جنگ دیده‌ای، اما جنگ قزلباش‌ها را ندیده‌ای و این را برای ما نوشتی که آماده نبرد باشیم. از زمانی که به تیول شمس‌الدین آمدی و خویشاوندان ما را به فرمان خود درآوردی، ما در حال آماده شدن هستیم و اگر بخواهی بجنگی آماده روز جنگ هستیم و و وقتی نوشتی: «اگر سخن ما را در این نامه نپذیری، بدبختی از راه می‌رسد»، می‌دانیم که چنین اندیشه‌هایی شما را به اینجا رسانده است. سرنوشت شما را از سنت پترزبورگ به آن بدبختی اینجا رسانده است. به خواست خداوند بزرگ بدبختی شما آشکار شود. |

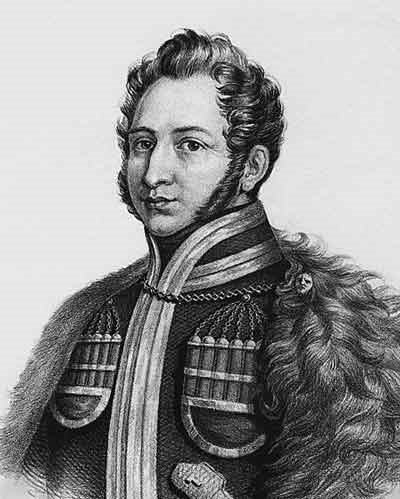
پاول سیسیانوف

پس از این پاسخ، نیروهای روسی به جلو حرکت کردند و تیراندازی را آغاز کردند. جوادخان قهرمانانه دفاع کرد و محاصره روس‌ها یک ماه به درازا انجامید، سیسیانوف پنج بار دیگز درخواست کرد که نیروهای ایران تسلیم شوند، اما سودی نداشت: سیسیانوف در نامه‌ای نوشت: "من دژ را می‌گیرم و تو را به مرگ تحویل می‌دهم" - و جوادخان سرسختانه پاسخ داد: "مرده‌ام را روی دیوار دژ پیدا خواهی کرد!"، و هر دو عهد کردند که به وعده‌هایشان عمل کنند. سرانجام، در ۱۴ ژانویه ۱۸۰۴، شورای جنگ روسیه تصمیم گرفت تا حمله اصلی را آغاز کنند.

## نبرد

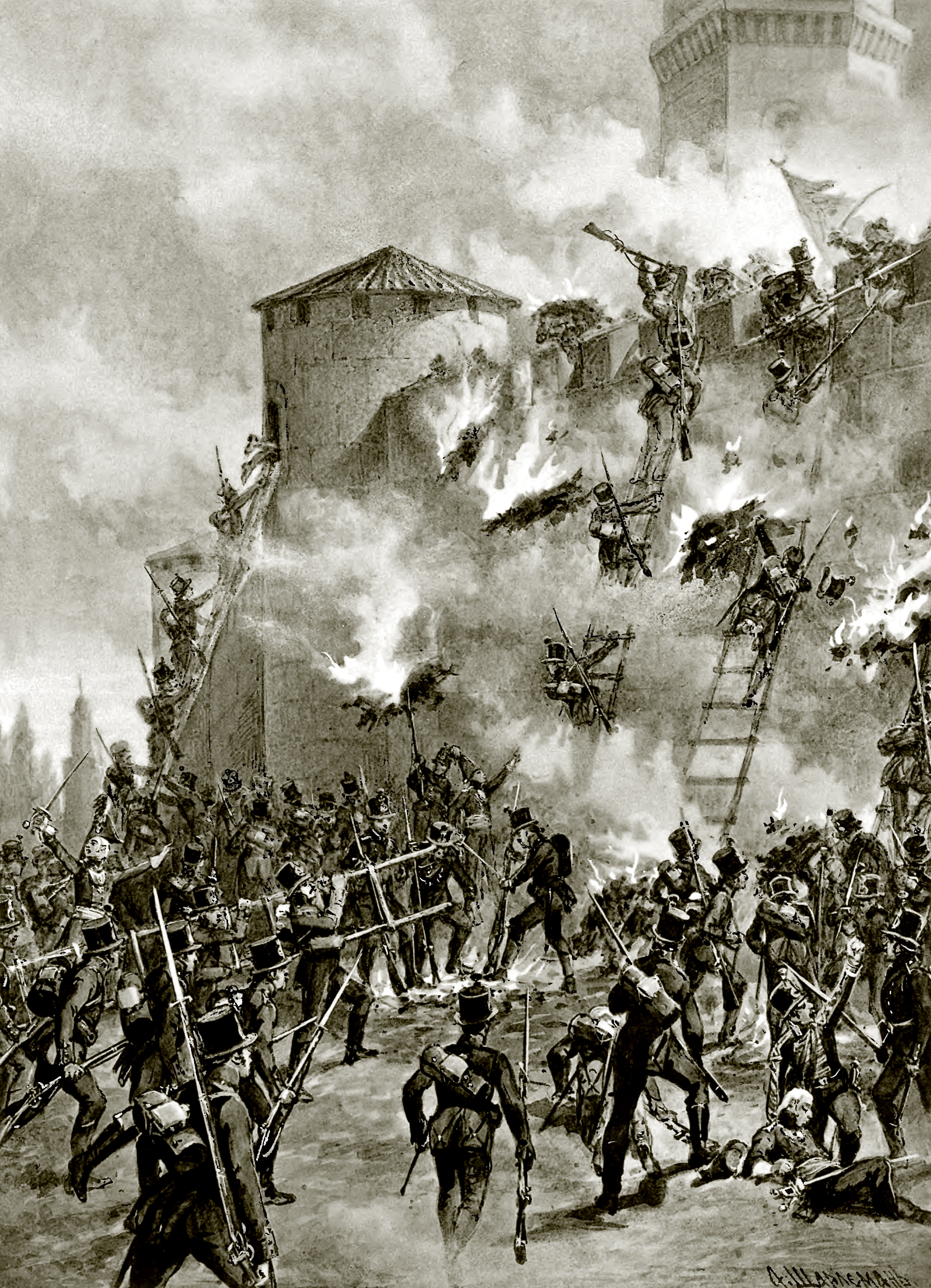
نبرد گنجه اثری از آدولف شارلمان

سیسیانوف نیروهای روسی را به دو ستون تقسیم کرد، یکی به سرلشکر پورنیاگین (دروازه قره‌باغ) و دیگری به سرهنگ پاول کاریاگین (دروازه تفلیس) سپرده شد. در بامداد (۵:۰۰ صبح)، ۱۵ ژانویه، ستون نیروهای پورتنیاگین به دروازه قره‌باغ نزدیک شد و خندقی در زمین پیش از دیوار ایجاد کرد، اما هنگامی که مدافعان نیروهای اصلی خود را در آنجا متمرکز کردند، پورنیاگین آن را کنار گذاشت و با نردبان به باروها تاخت. پایداری او به حدی بود که نیروهای روسی دو بار حمله را از سر گرفتند و دو بار با تلفات چشمگیری رانده شدند. سپس پورتنیاگین خود را به سر ستون هجوم آورد و در آغاز به سمت دیوار رفت و به دنبال آن ستوان هنگ ناروا با چندین گلوله سقوط کرد. سپس سرگرد بارتنف از هنگ گرنادیر قفقاز سقوط کرد و در پایان این سرهنگ دوم سیمانوویچ گرنادیرز بود که توانست از پله‌های دیوار بالا برود و به پورنیاژینا یاری دهد. در همین میان ستون دوم به رهبری سرهنگ کاریاگین از دروازه تفلیس از دیوار بالا رفت و برج اصلی را در اختیار گرفت.  دو برج دیگر یکی یکی توسط سرگرد لیسانویچ گرفته شد. جواد‌خان که نمی‌خواست نیروهای روس استیلا پیدا کند، تفنگ و شمشیر را در دست گرفت و از خود دفاع کرد تا اینکه توسط سروان کالوسکی کشته شد که خود او بی‌درنگ توسط ایرانیان کشته شد.  مرگ خان باعث سردرگمی در صفوف نیروهای دژبانی شد، اما آنها همچنان مقاومت نشان دادند و سنگ‌های سنگین روی هم انباشتند.
شهر در این زمان در آشفتگی ترسناکی بود. انبوهی از مردم، سواره و پیاده، بی‌نظم در خیابان‌ها هجوم آوردند و بیهوده به دنبال خان درگذشته بودند. ساکنان در خانه‌ها و انبارهای خود پنهان شدند، زنان فضا را با فریادهای دیوانه وار پر کردند. در همین میان، سربازان روسی با سرنیزه، خیابان را که کاملاً با اجساد پوشیده شده بود، پاکسازی کردند. در نیمروز، نبرد شروع به فروکش کرد و تنها برای لحظه‌ای دوباره شکست، به گفته سیسیانوف، شمار سربازان به پانصد مرد رسیدند که در مسجد جمعه شهر گنجه سنگر گرفته بودند. در آغاز آن‌ها پیشنهاد تسلیم کردند، اما هنگامی که یکی از ارمنی‌ها گفت که در میان آنها شماری لزگی هستند، این نشان مرگ همه دژبانان بود، زیرا بیزاری از لزگی‌ها در میان نیروهای روسی بسیار شدید بود.
سیسیانوف از تلاش سربازان در تسخیر دژ بسیار قدردانی کرد و نوشت: "...این پیروزی گواه برتری اخلاقی امپراتوری روسیه بر ایرانیان است و روحیه اعتماد به پیروزی، سربازان را تغذیه و گرم خواهد کرد  نخستین هدف خود را در نظر بگیرم.
پسر بزرگ جوادخان، حسینقلی‌خان نیز در جریان جنگ کشته شد، بقیه خانواده خان به اسارت درآمدند و سال‌ها پس از آن (۱۸۱۲ میلادی) اجازه دادند که از راه باکو به ایران بروند. پسر کوچک‌تر او، اوغورلو، زنده ماند، به ایران رفت و بعداً با حمله ایرانیان به گنجه در دوره دوم جنگ‌های روسیه و ایران، با امپراتوری روسیه جنگید.

### کشتار
تاریخ‌نگاران گوناگون ایرانی و غربی درباره ابعاد کشتاری که پس از سقوط شهر رخ داد نوشته‌اند. اعتمادالسلطنه (مورخ ایرانی) بیان می‌کند که کشتاری که پس از نبرد رخ داد به مدت سه روز / سه ساعت ادامه یافت، عباس‌قلی آقا باکیخانف از کشتار یاد می‌کند اما داده‌های بیشتری ارائه نمی‌دهد. برآورد می‌شود که نزدیک ۱۵۰۰-۳۰۰۰ تن کشته شدند.

### پاسخ شاه
در آغاز نبرد، جوادخان پیکی نزد فتحعلی‌شاه قاجار فرستاد و درخواست یاری کرد. شاه ۳۰۰۰۰ نیرو گرد آورد و آنها را به سوی گنجه فرستاد، اما به دلیل سردی آغاز زمستان و همچنین به دلیل اینکه حسین خان سردار ایروانی، فرماندار خانات ایروان، علیه شاه قیام کرده بود، نیرو به موقع به گنجه نرسید. و تنها یک نامه‌بر، سعید بایک، به موقع به شهر رسید.

## پیامدها
تصرف شهر گنجه و دژ آن از اهمیت بسیاری برخوردار بود، زیرا دژ گنجه یک دژ راهبردی کلیدی برای استان‌های شمالی ایران به شمار می‌آمد.  پس از آن، سیسیانوف نام شهر را به نام الیزابت الکسی یوونا، همسر تزار الکساندر یکم، به الیزاوتوپُل تغییر داد. نام‌بردن از گنجه در این ناحیه خود به جرمی تبدیل شد که کیفرهای شدیدی به دنبال داشت، مسجد اصلی به کلیسا تبدیل شد و قوانین روسیه جایگزین قوانین اسلامی شد. با این حال، همانطور که تادئوش سویتوچوسکی تاریخ‌نگار لهستانی اشاره می‌کند، این نام هرگز در میان ایرانیان که همچنان این شهر را گنجه می‌نامیدند، مورد پذیرش واقع نشد.
همسران و بستگان جواد خان که در قید حیات بودند و به ایران فرار نکرده بودند، (مانند بیش‌تر پسرانش) دستگیر شدند.  آنها تا سال ۱۸۱۲ میلادی به عنوان زندانی در ارگ نگهداری می‌شدند، زمانی که توسط جانشین سیسیانوف فیلیپ پائولوچی، که بر این باور بود جوادخان مردی دلاور بود که برای دفاع از کشور خود جان خود را از دست داد، آزاد شدند.
با تازش سیسیانوف به گنجه، ایرانیان شاهد تازش مستقیم به خاک کشور خود بودند. اکنون موضوع اصلی دیگر تحمیل خراج بر لزگی‌ها یا اعمال دوباره چیرگی ایرانیان بر گرجستان مسیحی نیست، که چندین سال پیش رخ داده بود. اکنون تمامیت ایران با تازش به شهر گنجه آسیب دیده بود.

### کوچ شهروندان گنجه
دو سال پس از اشغال گنجه توسط روسیه، اوغورلو خان، پسر جواد خان، با یاری ولیعهد عباس میرزا بسیاری از ساکنان گنجه را از مرز ایران جابه‌جا کرد و حفاظت و نگهداری از ۶۰۰۰ خانواده از ساکنان گنجه به آن‌ها سپرده شد.  پیرقلی خان قاجار که آن‌ها را به تبریز منتقل کرد. سپس در سال ۱۸۰۹، قبایل بورچالی و آیرملوی گنجه به نخجوان نقل مکان کردند و در آنجا به قره‌پاپاق (کلاه سیاه در زبان ترکی آذری) تغییر نام دادند و سرانجام پس از واگذاری نخجوان به روسیه، به نقده در استان آذربایجان غربی ایران رفتند. دیگر مکان‌های اصلی سکونت قره‌پاپاق‌ها استان‌های اردهان (در پیرامون دریاچه چیلدیر)، قارص و ایغدیر در ترکیه هستند.

## خوانش بیش‌تر
- Bournoutian, George (2021). From the Kur to the Aras: A Military History of Russia's Move into the South Caucasus and the First Russo-Iranian War, 1801–1813. Brill. ISBN 978-9004445154.
- Fisher, William Bayne; Avery, P.; Hambly, G. R. G; Melville, C. (1991). The Cambridge History of Iran. Vol. 7. Cambridge: Cambridge University Press. ISBN 978-0521200950.